# Toyouke Ōmikami
Toyouke Ōmikami (豊受大神?), conocida también en el Kojiki como Toyouke-bimekami (豊宇気毘売神?), en el Nihonshoki como Toyouke-bimekami (豊受媛神?), entre otras denominaciones; es una deidad de la religión Shintō que personifica a los alimentos, al comercio y a la industria.
Según el Kojiki, era hija de Wakumusubi, y a su vez nieta de Izanami, creador del cielo y de la tierra (Wakamusubi nació de la orina de Izanami, por ende no es nieta de Izanagi, esposo de Izanami). 
Esta deidad es conocida por interceder y proteger los alimentos y cereales; antiguamente se le rendía tributo en la provincia de Tanba, pero a finales del siglo V se le trasladó al complejo de Gekū, dentro del Santuario de Ise, para que pudiera purificar los alimentos que son usados como ofrendas a Amaterasu Ōmikami, diosa del sol.